# 羅伯遜維爾 (北卡羅萊納州)
羅伯遜維爾（英語：Robersonville）是一個位於美國北卡羅萊納州馬丁縣的城鎮。

## 人口
根據2020年美國人口普查的數據，羅伯遜維爾的面積為3.14平方千米，皆為陸地。當地共有人口1269人，而人口密度為每平方千米404人。